# 二見中央仮乗降場

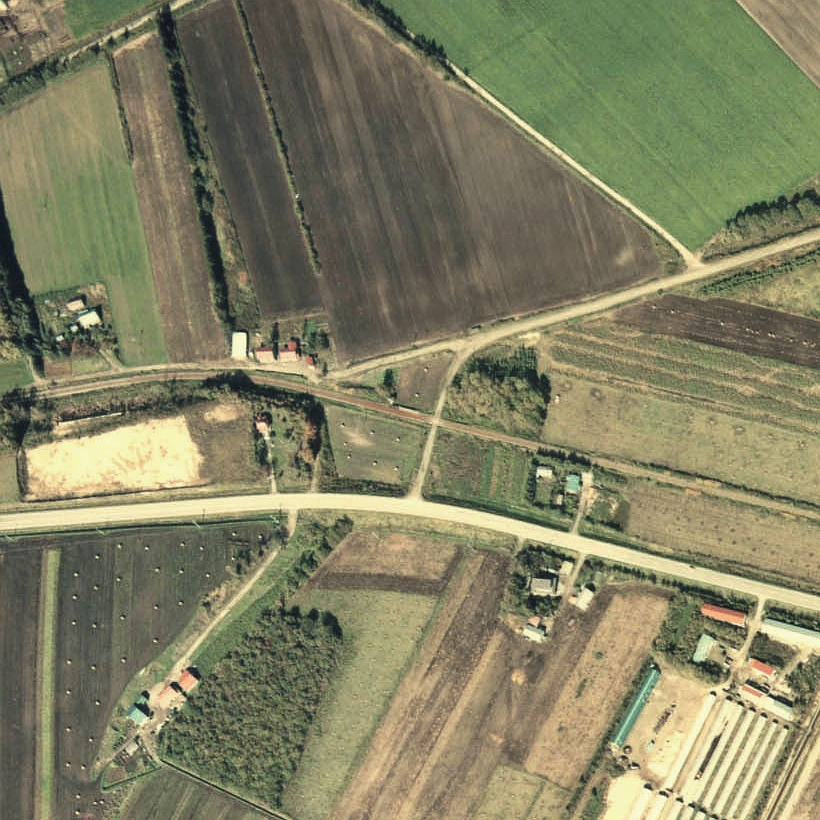
1977年の二見中央仮乗降場と周囲約500m範囲。右が網走方面。能取湖畔南東の畑作地帯にある。後年は待合室がホーム横に設けられていたが、この写真では見当たらない。

二見中央仮乗降場（ふたみちゅうおうかりじょうこうじょう）は、かつて北海道（網走支庁）網走市字二見ヶ岡に設置されていた、日本国有鉄道（国鉄）湧網線の仮乗降場（廃駅）である。湧網線の廃線に伴い、1987年（昭和62年）3月20日に廃駅となった。
一部の普通列車は通過した（1986年（昭和61年）3月3日改正時点で、下り1本上り1本）。

## 歴史
- 1956年（昭和31年）5月1日 - 日本国有鉄道湧網線の二見中央仮乗降場（局設定）として開業[1]。
- 1987年（昭和62年）3月20日 - 湧網線の全線廃止に伴い、閉鎖、廃駅となる[1]。

## 駅構造
廃止時点で、単式ホーム1面1線を有する地上駅であった。ホームは、線路の北側（網走方面に向かって左手側）に存在した。転轍機を持たない棒線駅となっていた。
廃止時まで仮乗降場であり、無人駅であった。ホームは網走方にスロープを有し、駅施設外に連絡していた。駅名標は「ふたみちゅうお」と、「う」が抜け落ちた物が長らく使用されていた。

## 駅名の由来
当仮乗降場の所在地、「二見ヶ岡」の「中央」に位置していたことから。

## 駅周辺
- 国道238号（オホーツク国道）[5]
- 北海道道76号網走公園線
- 北海道道1087号網走常呂自転車道線 - 湧網線廃線跡を再利用した自転車歩行者専用道路。
- 二見ヶ岡神社
- 能取湖[5]。
- 網走バス「二見中央」停留所

## 駅跡
2011年（平成23年）時点では、鉄道関連の遺構は何も残っていない。
当仮乗降場跡附近の線路跡は、北海道道1087号網走常呂自転車道線として自転車歩行者専用道路に再利用されていた。

## 隣の駅
日本国有鉄道
湧網線 
卯原内駅 - 二見中央仮乗降場 - 二見ヶ岡駅